# Ole Elias Holck
Ole Elias Holck (6 de janeiro de 1774 - 14 de julho de 1842) foi um oficial militar norueguês que serviu como representante na Assembleia Constitucional da Noruega .
Ole Elias Holck nasceu na aldeia de Hyllestad em Gülen em Sogn og Fjordane, Noruega. Ele foi o terceiro de 14 filhos nascidos em uma família militar. Casou-se em 1812 com Karen Sophie Hansen (1786-1873). O casal assumiu a fazenda dos pais dela em Lavik, onde criaram a família. Ele foi nomeado segundo-tenente na Sogndal Company em 1797 e promovido a primeiro-tenente na Nordhordland Company em 1801. Ele avançou para comandante de companhia no Regimento de Bergen em 1809. Em 1818, ele se tornou chefe do Corpo de Mosqueteiros de Søndfjordske. Ele foi promovido a coronel em 1828 e general adjunto em 1834. Ele foi dispensado do serviço militar em 1841.
Ele representou o Regimento de Infantaria Bergenhus ( Bergenhusiske Infanteri-Regiment ) na Assembléia Constituinte Norueguesa em Eidsvoll em 1814, onde apoiou o partido da independência ( Selvstendighetspartiet ). Mais tarde, ele foi membro do Parlamento da Noruega, onde representou Nordre Bergenhus Amt (agora Sogn og Fjordane ) durante os períodos de 1818–20, 1824–26 e 1839–41. Ele foi condecorado Cavaleiro da Ordem Sueca da Espada em 1818.

## Leitura relacionada
- Holme Jørn (2014) De kom fra alle kanter - Eidsvollsmennene og deres hus (Oslo: Cappelen Damm)ISBN 978-82-02-44564-5

- Representantene på Eidsvoll 1814 (Cappelen Damm AS)
- Homens de Eidsvoll (eidsvollsmenn)